# Helikon (Gebirge)
Helikon (neugriechisch Ελικώνας Elikónas; altgriechisch Ἑλικών Helikōn; beide (m. sg.)) ist der Name eines Gebirges in der griechischen Landschaft Böotien. Die höchste Erhebung beträgt 1748 m. Es liegt nördlich des Golfs von Korinth.
Die zwei Quellen Aganippe und Hippokrene (beide (f. sg.)) befinden sich in dem Gebirge.

## Mythologie und Literatur
In der Antike galt der Helikon als der Sitz der Musen, bis sie von Apollon nach Delphi gebracht wurden.
Die zwei Quellen Aganippe und Hippokrene sind – so die griechische Mythologie – durch einen Huftritt des Pegasus entstanden. Die Nymphe des Berges war Echo.
Im berühmten Literaturexkurs in Gottfried von Straßburgs Tristan ruft Gottfried den Berg an (Vers 4860 ff.), um seine Sprachnot, die ihn daran hindert, von der Schwertleite Tristans zu erzählen, zu überwinden.